# Politeuma
En la Antigua Grecia, politeuma (del griego πολίτευμα) era un término utilizado para referirse a la ciudadanía. Por extensión se utiliza para referirse a la organización semiautónoma de un grupo de ciudadanos o de una minoría étnica dentro de una polis.

## Politeuma y politeia
El término Politeuma se usó de manera diferente a lo largo de la historia. Sin embargo no tiene la amplia gama de significados de Politeia (Πολιτεία), que puede significar ciudadanía, pero también derechos civiles, constitución estatal, administración estatal, estado, etc. y también es el nombre del estado ideal de Platón. Dado que los derechos de los ciudadanos inicialmente solo se relacionaban con su propia polis, la cooperación de varias polis hizo necesaria la Isopoliteia (ἰσοπολιτεία), lo que significó la igualdad legal de los ciudadanos en las polis participantes manteniendo la independencia de sus ciudades.
Para Aristóteles, se entiende por Politeuma a todos los ciudadanos del estado, mientras que por Politeia es la participación en los órganos de decisión y, por tanto, principalmente en la asamblea popular (Ekklesía) y los tribunales (Heliea y otros), es decir, la «ciudadanía activa».
Politeuma aparece en el Nuevo Testamento una única vez. Pablo escribe a los filipenses: ἡμῶν γὰρ τὸ πολίτευμα ἐν οὐρανοῖς ὑπάρχει: «nuestra Politeuma (ciudadanía) está en el cielo».
Alejandro Magno escribió a la gente de Quíos durante su campaña en Asia Menor: «Se dice que el Politeuma en Quíos es la gente» (Πολίτευμα δἐ εἶναι ἐν Χίωι δῆμον).
En el Imperio seléucida su fundador, Seleuco I Nicátor, otorgó a los judíos la ciudadanía en su capital, Antioquía, y en las ciudades que fundó en Asia y Siria.
Para integrar a las minorías de diferentes compatriotas en el imperio multiétnico de los Ptolomeos, se les concedió una autoadministración parcial y su propia jurisdicción en forma de politeumata. En Egipto, por ejemplo, existían autogobiernos semiautónomos de los beocios, idumeos, judíos, cilicios, cretenses, licios y frigios.
Además de estos politeumata étnicos, había organizaciones muy diferentes que se referían a sí mismas en las inscripciones como politeuma:
- En una inscripción del templo de Zeus en Estratonicea (Caria) en la que todos los participantes en los juegos Hereos agradecen el generoso sacerdocio, se erige “el politeuma de las mujeres”.[7]
- Una estela del 93 d. C. de un distrito de templos en el  Oasis de Fayún conmemora el trabajo de renovación de un politeuma que era un grupo de culto de la diosa Isis.
- Una estela del siglo II a. C.  de Alejandría dedicada a Zeus y Hera se nombra una politeuma de soldados de origen no especificado.

Para estas categorías organizativas, pero también para las politeumatas étnicas, se pueden dar ejemplos de inscripciones que no usan el término politeuma, sino otras expresiones como Κοινόν (Koinón/comunidad) o σύνοδος (sínodo/asociación). Una diferencia fundamental entre politeuma y otros tipos de organización no se puede inferir solo del nombre; sin embargo, se puede suponer que los órganos de autogobierno étnico con jurisdicción especial solo podrían existir sobre la base de los decretos de los gobernantes en los imperios Diádocos, es decir, eran construcciones bajo el derecho constitucional.

## Politeumata judía en el Egipto ptolemaico
Al examinar qué derechos civiles se concedieron realmente a los judíos en el Imperio ptolemaico (y seléucida), se encuentran inexactitudes en algunas de las extensas obras históricas de Flavio Josefo. Incluso la Carta de Aristeas, que menciona una politeuma en Alejandría, como una obra bastante poética, no tiene un valor probatorio indiscutible. Dada la calidad de las numerosas fuentes citadas, no es de extrañar, por tanto, que en la investigación se produjera un debate controvertido sobre si realmente existían politeumata judíos en el sentido de autogobierno comunitario en la diáspora helenística.
Existe la opinión de que los judíos de Alejandría podrían haber tenido la ciudadanía alejandrina y, sin embargo, formaron «una asociación comunal independiente en el resto de la ciudad o junto a él, similar a Cirene». Según Estrabón sobre la independencia de la comunidad judía de Alejandría, que Flavio Josefo reproduce, «todo un distrito de Alejandría está reservado para este pueblo».